# Llerana
Llerana es una localidad del municipio de Saro (Cantabria, España). En el año 2008 contaba con una población de 266 habitantes (INE). La localidad se encuentra a 246 metros de altitud sobre el nivel del mar, y a 2,1 kilómetros de la capital municipal, Saro.
- Datos: Q5977814